# Carlos Casares
Carlos Casares è un comune dell'Argentina nella provincia di Buenos Aires capoluogo amministrativo del partido omonimo.

## Toponimia
La città è intitolata a Carlos Casares, governatore della provincia di Buenos Aires tra il 1878 ed il 1880.